# Чагино (Вологодская область)
Чагино — деревня в Шекснинском районе Вологодской области.
Входит в состав сельского поселения Никольского, с точки зрения административно-территориального деления — в Никольский сельсовет.
Расстояние по автодороге до районного центра Шексны — 5,4 км, до центра муниципального образования Прогресса — 4,4 км. Ближайшие населённые пункты — Дриблево, Екимовское, Братовец, Кочино, Деменское.
По переписи 2002 года население — 8 человек.